# سرطانة الأقنية الصفراوية
سرطانة الأقنية الصفراوية (1) هو نوعٌ من السرطان المُتكون في الأقنية الصفراوية. ينتجُ عنه عددٌ من الأعراض والتي قد تشمل ألمًا بطنيًا واصفرارًا جلديًا وفقدانًا في الوزن وحكةً عامة وحمّى، كما قد يُصبح البُراز فاتحًا أو يُصبح البول غامقًا في اللون. تُوجد سرطاناتٌ أُخرى في الجهاز الصفراوي وتشمل سرطان الحويصلة الصفراوية وسرطان أمبولة فاتر.
هناك عددٌ من عوامل خطر حدوث سرطانة الأقنية الصفراوية، وتتضمن التهاب الأقنية الصفراوية المصلب الابتدائي، والتهاب القولون التقرحي، وتشمع الكبد، والتهاب الكبد ج، والتهاب الكبد ب، بالإضافة إلى العدوى ببعض مثقبيات الكبد وبعض تشوهاتِ الكبد الخلقية. على الرغم من هذا، إلا أنَّ معظم الأشخاص لا يُوجد لديهم عوامل خطرٍ محددة. يشتبه بتَشخيص سرطانة الأقنية الصفراوية اعتمادًا على تحليلات الدم، والتصوير الطبي، والتنظير الداخلي، وفي بعض الأحيان تُجرى جراحةٌ استكشافية. يؤكد حدوث سرطانة الأقنية الصفراوية عبر الفحص المجهري لخلايًا مؤخذةٍ من الورم. عادةً ما تُعتبر سرطانة الأقنية الصفراوية سرطانةً غدية (سرطان يُكونُ غددًا أو يُفرز الموسين).
عادةً عند تشخيص سرطانة الأقنية الصفراوية تكون قد وصلت لمرحلةٍ غيرِ قابلةٍ للشفاء، وفي هذه الحالات فإنَّ الرعاية التلطيفية قد تتضمن إجراء قطعٍ جراحي والعلاج الكيميائي والعلاج بالأشعة والدعامات. في حوالي ثلث الحالات التي تكون فيها السرطانة في القناة الصفراوية المشتركة فإنهُ يُمكن إزالة الورم كاملًا عن طريق الجراحة مما يمنح الشخص فرصةً في الشفاء، وهذا الإجراء أقل شيوعًا في مواقع السرطانة الأُخرى. حتى لو كانت الإزالة الجراحية ناجحةً إلا أنهُ يُوصى بإجراء العلاج الكيميائي والعلاج بالأشعة. في بعض الحالات قد تُجرى زراعةٌ للكبد. عادةً ما يكون معدل النجاة لخمس سنواتٍ أقل من 50% حتى لو كانت الجراحة ناجحةً.
من النادر حدوث سرطانة الأقنية الصفراوية في العالم الغربي، ويكون مُعدل حدوثها 0.5-2 حالة لكل 100,00 شخص سنويًا، وتكون المُعدلات أعلى في جنوب شرق آسيا حيثُ تنتشر هُناك مثقبيات الكبد. تصلُ مُعدلات السرطانة في مناطق من تايلاند إلى 60 حالة لكل 100,000 شخص سنويًا، وتُعتبر من أكثر أنواع السرطانات انتشارًا في تايلاند خاصةً في الجزء الشمالي الشرقي. عادةً ما تحدث سرطانة الأقنية الصفراوية في العقد الثامن من حياة الأفراد، ولكن عادةً ما تحدث في العقد الخامس في الأشخاص المُصابين بالتهاب الأقنية الصفراوية المصلب الابتدائي. تزداد مُعدلات حدوث سرطانة الأقنية الصفراوية في الكبد في العالم الغربي.

## التسمية
1 سَرَطانَة الأَقْنِيَة الصَّفْراوِيَّة (بالإنجليزية: Cholangiocarcinoma) (اختصارًا CCA) وتسمى أيضًا:
- سرطانة الأوعية الصفراوية.[10][11]
- سرطانة القنوات الصفراوية.[13]
- سرطانة قنوية صفراوية.[14]
- سرطان وعائي صفراوي.[10]

يتكون المُصطلح الإنجليزي (Cholangiocarcinoma) من مقطعين:
- -Cholangio وهي بادئة تعني القناة الصفراوية
- carcinoma- وهي لاحقة تعني سرطانة، وهي تصنيفٌ لأنواع السرطان التي تحدث في الخلايا الطلائية.[15]

## العلامات والأعراض

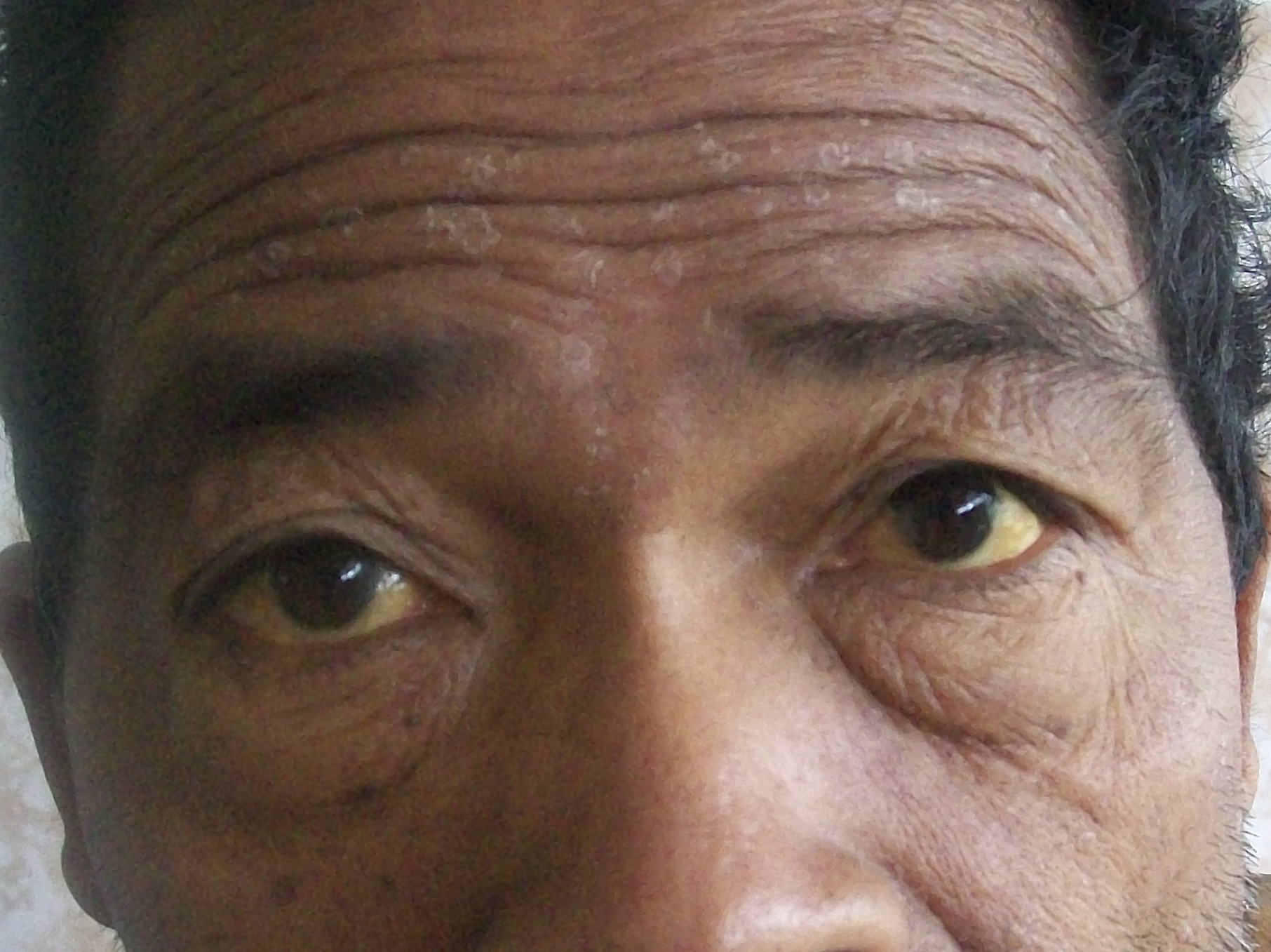
اصفرار الجلد والعيون

من الشائع حدوث بعض الأعراض مع سرطانة الأقنية الصفراوية والتي تتضمن اضطرابًا في اختبارات وظائف الكبد، ويرقان (اصفرارٌ في العيون والجلد، يحدث بسبب انسداد الأقنية الصفراوية بالورم)، وألم بطني (30–50%)، وحكةٌ عامة (66%)، وفقدان الوزن (30–50%)، وحمى (حوالي 20%)، وتغيراتٍ في لون البول أو البراز البشري بسبب قلةِ طرح العصارة الصفراوية في القناة الهضمية.
عادةً ما تعتمدُ أعراض السرطانة على موقعها التشريحي، فالأشخاص المُصابون بالسرطانة في الأقنية الصفراوية خارج الكبد يكونون أكثر عرضةً لحدوث اليرقان، أما المُصابون بالسرطانة في الأقنية الصفراوية داخل الكبد فهم أكثرُ عرضةً للألم في الجانب الأيمن من البطن دون حدوث اليرقان أو تغير لونِ البراز.
عادةً تُظهر الاختبارات الدموية لوظائف الكبد في الأشخاص المُصابين بسرطانة الأقنية الصفراوية مظهرًا يُسمى "النمط الانسدادي"، والذي يتضمن ارتفاعًا في مستويات البيليروبين، والفوسفاتاز القلوي (AP)، وناقلة الببتيد غاما غلوتاميل (GGT)، مع مستوياتٍ طبيعية نسبيًا في ناقلة الأمين (ALT وASAT)، حيثُ تُساعد هذه النتائج المخبرية في توقع حدوث انسدادٍ في الأقنية الصفراوية وليس التهاب أو عدوى في النسيج الحشوي للكبد، وبالتالي معرفة السبب الأساسي لحدوث اليرقان. يحدثُ في مُعظم الحالات ارتفاعٌ في مستويات الواسمات الورمية في الدم، مثل CA19-9.

## عوامل الخطر
حُددت العديد من عوامل خطر حدوث سرطانة الأقنية الصفراوية، وذلك على الرغم أنَّ مُعظم الأشخاص يُصابون دون وجود أي عوامل خطر. يُعتبر التهاب الأقنية الصفراوية المصلب الابتدائي (PSC) أكثر عوامل الخطر شيوعًا في العالم الغربي، وهو مرضٌ التهابي يُصيب الأقنية الصفراوية، ويرتبط عادةً مع التهاب القولون التقرحي (UC). أشارت دراساتٌ وبائية أنَّ خطر الإصابة بسرطانة الأقنية الصفراوية طوال حياة شخصٍ مُصابٍ بالتهاب الأقنية الصفراوية المصلب الابتدائي يتراوح ما بين 10-15%، وذلك على الرغم أنَّ عدة دراساتٍ تشريحية أظهرت معدلاتٍ تصل إلى 30% لدى هذه الفئة من الأشخاص.

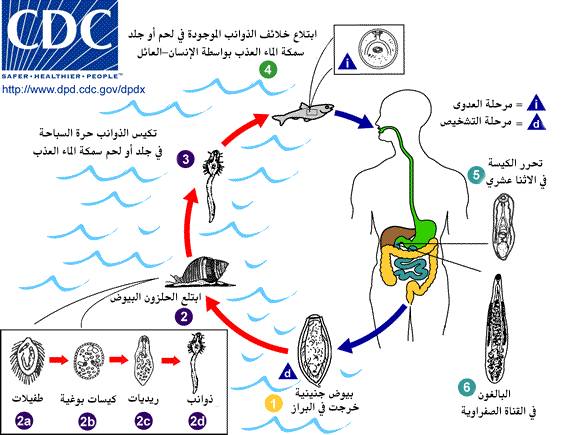
دورة حياة متفرع الخصية الصيني، وهو أحد مثقبيات الكبد المُرتبطة بسرطانة الأقنية الصفراوية

تُعتبر بعضُ أمراض الكبد الطفيلية من عوامل الخطر أيضًا، فقد وُجدَ أنَّ بعض الأمراض الطفيلية ترتبطُ بحدوث سرطانة الأقنية الصفراوية وتتضمن مثقبيات الكبد متأخرة الخصية الزبادي (تُوجد في تايلاند ولاوس والفيتنام) ومتفرع الخصية الصيني (يُوجد في الصين وتايوان وشرق روسيا وكوريا والفيتنام)، حيثُ في عام 2009 سُلطَ الضوءُ على التأثير السرطاني لهذه الطفيليات، وكان ذلك عند اكتشاف Ov-GRN-1 غرانيولن، وهو عامل نمو تُنتجه هذه الطفيليات ولديه القُدرة على تحفيز تكاثر خلايا المُضيف. وجدَ أنَّ برامجُ المكافحة التي تهدفُ إلى عدم تشجيع استهلاك الأطعمة النيئة وغير المطهية جيدًا قد نجحت في الحدِ من الإصابة بسرطانة الأقنية الصفراوية في بعض البلدان. تزدادُ احتمالية الإصابة بسرطانة الأقنية الصفراوية بشكلٍ ملحوظ في الأشخاص المُصابين بأمراضٍ كبديةٍ مُزمنة، سواءً كانت فيروسية (مثل التهاب الكبد ب أو التهاب الكبد سي)، أو مرض الكبد الكحولي أو تشمع الكبد بسبب أسبابٍ أُخرى. وضعت دراسةٌ واحدةٌ العدوى بفيروس نقص المناعة البشري (HIV) كعاملِ خطرٍ مُحتمل لحدوث السرطانة، ولكنهُ من غير المعروف فيما إذا كان الفيروس نفسه يُسبب السرطانة أو عوامل أُخرى مُرتبطة (مثل العدوى بالتهاب الكبد سي). قد تؤدي العدوى بالبكتيريا الملوية الصفراء والملوية الكبدية إلى حدوثِ سرطان الأقنية الصفراوية.
ترتبطُ بعض اضطرابات الكبد الخلقية مع خطرٍ بحوالي 15% لحدوث سرطانة الأقنية الصفراوية في حياة الشخص، ومنها متلازمة كارولي (نوعٌ خاص من الخمسةِ أنواعٍ المعروفة من كيسات الأقنية الصفراوية). وجد أيضًا ارتباطٌ بعض الاضطرابات الوراثية النادرة مع سرطانة الأقنية الصفراوية، خصوصًا النوع الثاني من متلازمة لينش والورام الحليمي الصفراوي. من غير الواضح فيما إذا كان وجود الحصوات الصفراوية يرتبطٌ مع السرطانة، ولكن الحصوات داخل الكبد (تُعرف بتحصِ الكبد، وهي نادرةٌ في العالم الغربي ولكن شائعةٌ في أجزاءٍ من آسيا) ترتبط بشدةٍ مع سرطانة الأقنية الصفراوية. يرتبط التعرض للديوكسين وللثوروتراست (شكلٌ من ثاني أكسيد الثوريوم، يُستعمل كمادةٍ مُظللة) مع حدوث سرطانة الأقنية الصفراوية في مرحلةٍ مُتاخرةٍ تصلُ إلى 30-40 عامًا بعد التعرض لها، ويُذكر أن الثوروتراست حُظرت في الولايات المتحدة الأمريكية في عقد 1950 لاعتباره مادة مُسرطنة.

## الفيزيولوجيا المرضية

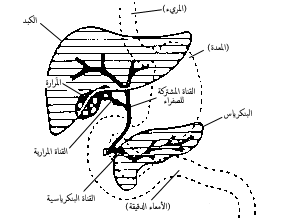
مُخطط الجهاز الهضمي يظهرُ فيه موقع قناة الصفراء

قد تُؤثر سرطانة الأقنية الصفراوية على أي جزءٍ من الأقنية الصفراوية، سواءً كانت داخل أو خارج الكبد، وتُقسم السرطانة عمومًا إلى داخل الكبد (intrahepatic) أو خارج الكبد (extrahepatic) أو محيطٌ بالنقير (perihilar)، أما سرطانة الأقنية الصفراوية التي تحدث في نقطة التقاء الأقنية الكبدية اليُمنى واليسرى لتكوين القناة الكبدية المشتركة فتُعرف باسم ورم كلاتسكين.
تمتلكُ سرطانة الأقنية الصفراوية نفس السمات النسيجية والجزيئية للسرطانة الغدية في الخلايا الظهارية المُبطنة للجهاز الصفراوي، ولكن على الرغم من هذا، إلا أنَّ خلية المنشأ الحقيقية لا تزال مجهولةً. اقترحت أدلةٌ حديثة أنَّ الخلية المتحولة الأولية التي ينشأ عنها الورم الأولي قد تنشأ من خليةٍ جذعيةٍ كبديةٍ متعددة القدرات. يُعتقد أنَّ سرطانة الأقنية الصفراوية تحدث في سلسلةٍ من المراحل (من فرط التنسج والتحول النسيجي المُبكر إلى خلل التنسج، ثُم حدوث سرطانةٍ واضحة) في عمليةٍ مشابهة لتلك التي تحدث في سرطان القولون، كما يُعتقد أيضًا أنَّ الالتهاب المُزمن والانسداد في الأقنية الصفراوية، وما ينتجُ عنه من ضعفٍ في تدفق الصفراء، يلعبُ دورًا في تقدم وتطور المرض. هُناك فرضيةٌ أُخرى مرتبطةٌ بالغشاء الحيوي الرقيق الذي تُشكله السلمونيلا التيفية بشكلٍ خاص.
قد تتنوع سرطانة الأقنية الصفراوية نسيجيًا من لامتمايزةٍ إلى جيدة التمايز. غالبًا ما تكون مُحاطةً باستجابةٍ نسيجية نشطةٍ تليفيةٍ أو مكونةٍ للنسيج الليفي، وفي حال وجود تليفٍ بارز، فإنه قد يصعبُ تمييز سرطانة الأقنية الصفراوية جيدة التمايز عن النسيج الطلائي التفاعلي الطبيعي. لا تُوجد صبغةٌ كيميائية نسيجية مناعية خاصةٌ لتمييز النسيج القنوي الصفراوي الخبيث عن الحميد، ولكن على الرغم من هذا، إلاأنَّ صبغ الكيراتين الخلوي والمستضد السرطاني المضغي والموسين قد تُساعد على التشخيص. مُعظم سرطانات الأقنية الصفراوية (>90%) هي سرطانات غدية.

## التشخيص

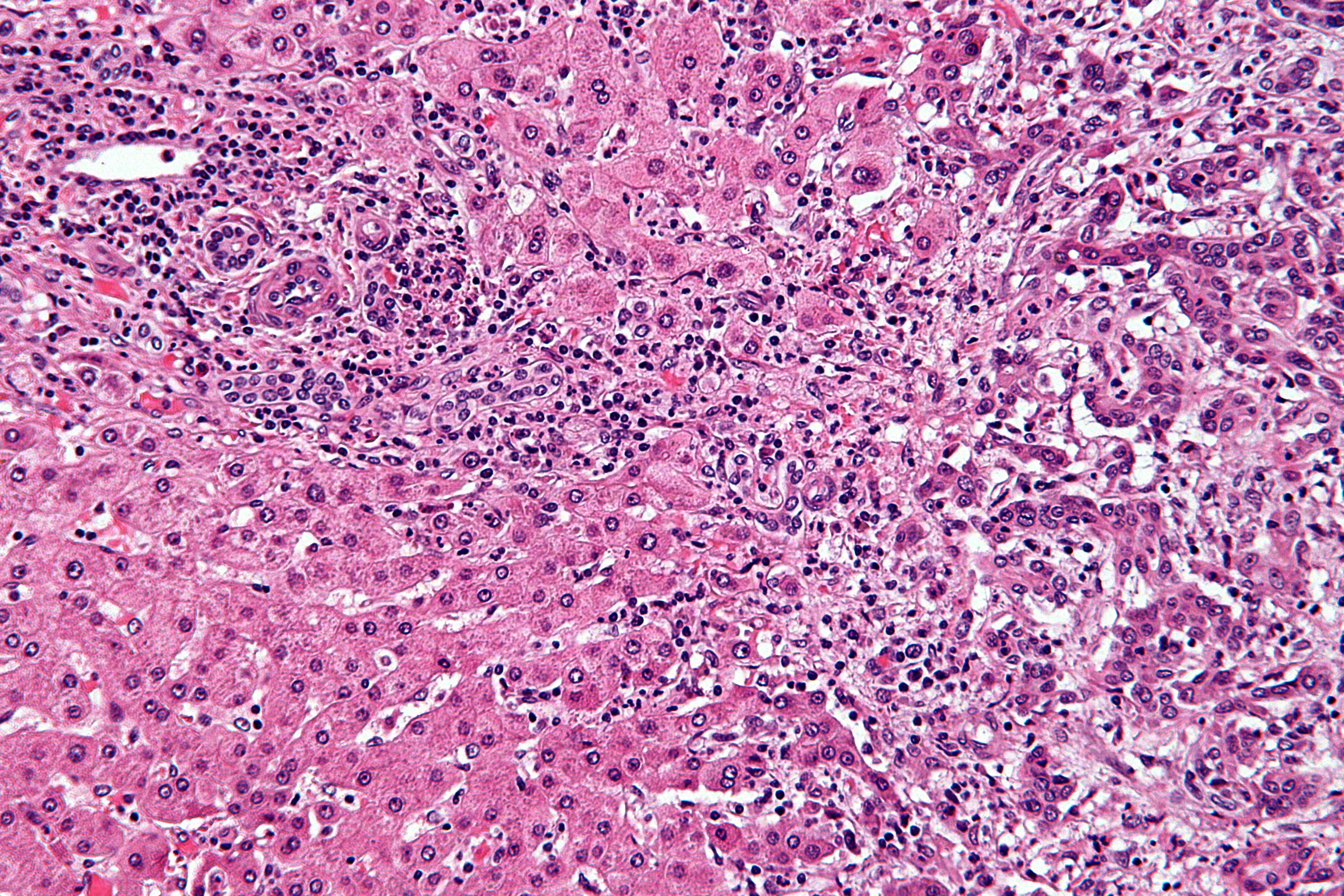
صورة مجهرية لسرطانة الأقنية الصفراوية داخل الكبد (يمين الصورة)، وخلايا كبدية سليمة (يسار الصورة). تُوصف سرطانة الأقنية الصفراوية نسيجيًا بأنَّ (1) خلايا لانمطية تشبه القناة الصفراوية (يسار الصورة) تمتد من الورم في الحاجز بين الفصيصات (الموقع التشريحي الطبيعي للأقنية الصفراوية)، (2) يمتلك الورم لُحمةٌ وفيرة مكونةً للنسيج الليفي. يحتوي الثالوث البابي (الجزء العلوي الأيسر من الصورة) على قناة صفراء سليمة نسيجيًا. الصُورة مصبوغة بصبغة الهيماتوكسيلين واليوزين

يُؤَكَد تشخيص سرطانة الأقنية الصفراوية فقط بالفحص النسيجي، حيثُ تؤخذ خزعةٌ ورمية خلال أو بعد الإجراء الجراحي، كما أنه يُمكن الاشتباه بحدوث السرطانة في المرضى الذين يظهر لديهم يرقانُ بيليروبين مقترن يَسُدُ الأقنية الصفراوية، ولكن يصعُب استعماله كأداةٍ تشخيصية في المرضى المُصابين بالتهاب الأقنية الصفراوية المصلب الابتدائي، كونهم مُعرضون لخطرٍ عالٍ لحدوث سرطانة الأقنية الصفراوية، كما أنه يصعب التمييز بين الأعراض في مثل هذه الحالات، وأيضًا قد لا يكون التصوير التشخصيي الطبي واضحًا. قد تُساعد بروتيوميات الأنسجة والمصل الدموي، بالإضافة إلى تقنية التفاظ الليزر بمساعدة المطرس (MALDI) على تحديد واسماتٍ حيوية مُحتملة خاصة بسرطانة الأقنية الصفراوية، مما يُحسن من تشخيصها.

### فحوصات الدم
لا يُوجد فحصٌ دموي خاصٌ لتشخيص سرطانة الأقنية الصفراوية، ولكن عادةً يحدث ارتفاعٌ في المستضد السرطاني المضغي (CEA) وفي CA19-9، ولكنها غيرُ حساسةٍ أو نوعيةٍ بشكلٍ كافٍ لاستعمالها كأداةٍ في الكشف الطبي، ولكنها قد تكونُ مفيدةً إذا اقترنت أيضًا مع نتائج التصوير التشخيصي الطبي التي تشتبه بحدوث سرطانة الأقنية الصفرواية.

### التصوير البطني

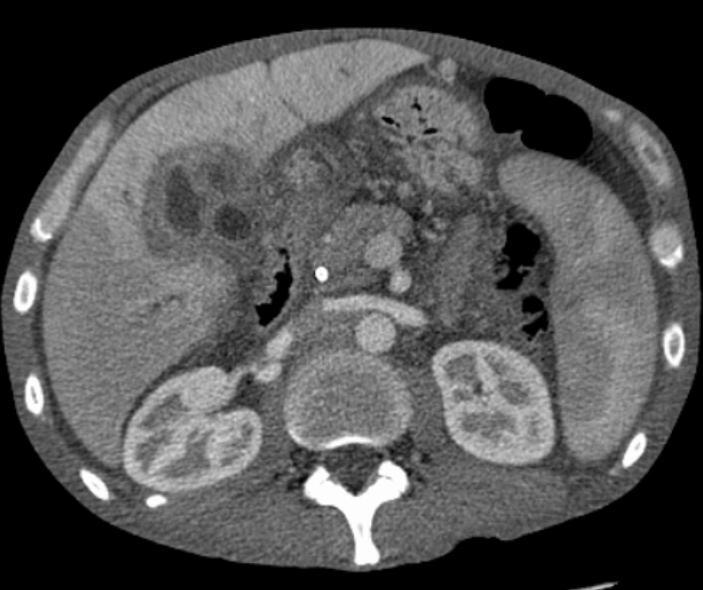
تصوير مقطعي محوسب يُظهر سرطانة الأقنية الصفراوية

عادةً ما يُستعمل التصوير بالموجات فوق الصوتية للكبد والجهاز الصفراوي كأداةٍ تصويرية أولية في الأشخاص المُحتمل إصابتهم بيرقانٍ انسدادي، حيثُ قد يُساعد التصوير بالموجات فوق الصوتية على تحديد الانسداد والتوسع القنوي، كما قد يكون كافيًا في بعض الحالات لتشخيص سرطانة الأقنية الصفراوية. قد يُستعمل التنظير بالموجات فوق الصوتية في إزالة السليلات الصغيرة قبل أن تتحول إلى سرطانة. قد يلعبُ التصوير المقطعي المحوسب دورًا مهمًا في تشخيص سرطانة الأقنية الصفراوية، ولكنهُ قد لا يُظهر بوضوح انتشار السرطانة في الأقنية الصفراوية.

### تصوير الجهاز الصفراوي

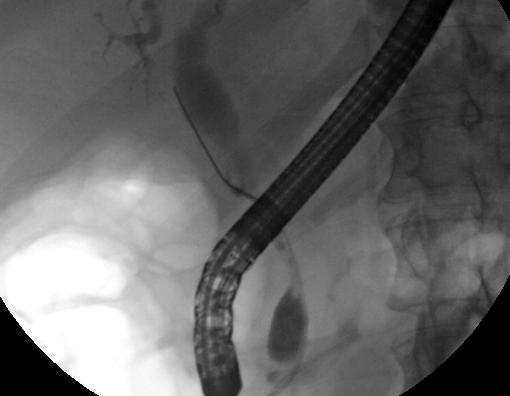
صورة لسرطانة الأقنية الصفراوية بواسطة تصوير البنكرياس والأقنية الصفراوية بالتنظير الباطني بالطريق الراجع (ERCP)، وتظهر تضيقًا في القناة الصفراوية المشتركة، بالإضافة إلى توسع في القناة الصفراوية المُشتركة الدانية

على الرغم من أنَّ التصوير البطني قد يكون كافيًا في تشخيص سرطانة الأقنية الصفراوية، إلا أنَّ التصوير المُباشر للأقنية الصفراوية يكون عادةً ضروريًا، ويعتبر تصوير البنكرياس والأقنية الصفراوية بالتنظير الباطني بالطريق الراجع (ERCP) من أكثر الإجراءات استعمالًا لهذا الغرض، وهو إجراءٌ تنظيري داخلي، يُجريه أخصائيُ الجهاز الهضمي أو جراحٌ خاصٌ مُتمَرس. على الرغم من أنَّ تصوير البنكرياس والأقنية الصفراوية بالتنظير الباطني بالطريق الراجع يُعتبر إجراءًا جراحيًا مُتوغل يتضمن أخطارًا مُصاحبة، إلا أنَّ مزاياهُ متعددة وتشمل القُدرة على الحصول خزعاتٍ، بالإضافة إلى وضع دعاماتٍ أو إجراء تدخلاتٍ أُخرى للتخفيف من انسداد الأقنية الصفراوية.
يُمكن إجراءُ تنظيرٍ بالموجات فوق الصوتية في نفس وقت تصوير البنكرياس والأقنية الصفراوية بالتنظير الباطني بالطريق الراجع، مما قد يزيدُ من دقةِ الخزعة، وإعطاء معلوماتٍ حول مدى الانتشار إلى العقد اللمفاوية ومدى قابلية السرطانة للجراحة. يُمكن استخدام تصوير الأقنية الصفراوية عبر الكبد عن طريق الجلد (PTC) بدلًا من تصوير البنكرياس والأقنية الصفراوية بالتنظير الباطني بالطريق الراجع. يُعتبر تصوير البنكرياس والأقنية الصفراوية بالرنين المغناطيسي (MRCP) البديل غير المُتوغل لتصوير البنكرياس والأقنية الصفراوية بالتنظير الباطني بالطريق الراجع. اقترح البعض أنَّ تصوير البنكرياس والأقنية الصفراوية بالرنين المغناطيسي يجب أن يحل مَحل تصوير البنكرياس والأقنية الصفراوية بالتنظير الباطني بالطريق الراجع في تشخيص السرطانات الصفراوية؛ وذلك لأنهُ قد يحدد الورم بدقةٍ أكبر مع تجنب المخاطر المصاحبة لتصوير البنكرياس والأقنية الصفراوية بالتنظير الباطني بالطريق الراجع.

### الجراحة
قد يكون إجراءُ جراحةٍ استكشافية ضروريًا للحصول على خزعة مُناسبة، ومن ثُم تحديد مرحلة التطور الدقيقة في الشخص المُصاب بسرطانة الأقنية الصفراوية. يُمكن أيضًا استعمال تنظير البطن لأغراض تحديد مرحلة السرطانة، مما يُساعد في تجنب استعمال الإجراءات الجراحية المتوغلة مثل فتح البطن في بعض الأشخاص.

### علم الأمراض النسيجي
حسب علم الأمراض النسيجي، فإنَّ سرطانات الأقنية الصفراوية هي سرطاناتٌ غدية جيدةٌ إلى متوسطةِ التمايز. الكيمياء النسيجية المناعية مفيدةٌ في التشخيص، وقد تستخدم لتفرقة سرطانة الأقنية الصفراوية عن سرطانة الخلية الكبدية والانبثاثات الناتجة عن الأورام المَعِدية المعوية الأُخرى. عادةً لا تُساعد العينات الخلوية في التشخيص؛ وذلك لأنَّ هذه الأورام تمتلك لٌحمةً مثاليةً مكونةً للنسيج الليفي، وبالتالي لا تُظهر أيَّ خلايًا ورمية مميزة في العينات، ولكن على الرغم من هذا إلا أنَّ إنتغرين Αvβ6 يُعتبر واسمًا جيدًا (النوعية 100%، الحساسية 86%، وأفضل من CK7 وCK20 وHepPar1) لتشخيص سرطانة الأقنية الصفراوية، مقارنةً مع سرطانة الخلية الكبدية والسرطانات الأُخرى.

### مراحل التطور

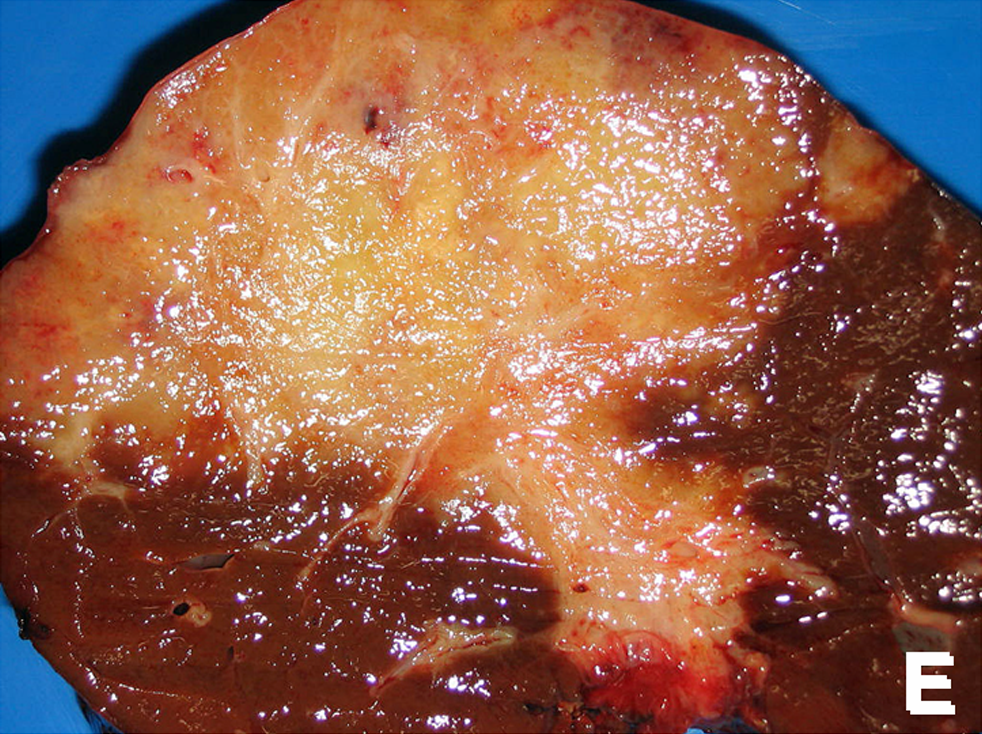
صورة لسرطانة الأقنية الصفراوية في كبدٍ بشري

على الرغم من وجود ثلاثة أنظمةٍ على الأقل لتصنيف مراحل تطور السرطانة (مثل أنظمة بزموث، وبلومجارت، واللجنة الأمريكية المشتركة للسرطان)، إلا أنَّ جميعها غير مُفيدةٍ في التنبؤ بمدة البقاء على قيد الحياة. إنَّ أهمَ مشكلةٍ تواجه أنظمة تصنيف المراحل، هي تحديد فيما إذا كان الورم قابلًا للاستئصال الجراحي أو فيما إذا كان قد وصل إلى مرحلةٍ مُتقدمةٍ جدًا، وبالتالي لن ينجح العلاج الجراحي. عادةً لا يُمكن تحديد ذلك إلا أثناء الجراحة.
تُوجد إرشاداتٌ عامة حول الأورام القابلة للجراحة، حيثُ تتضمن:
- عدم وجود انبثاثاتٍ (انتشاراتٍ) في الكبد أو العُقدة اللمفاوية.
- عدم اشتراك الوريد البابي في الورم.
- عدم وجود توغلٍ مباشر للأعضاء القريبة.
- عدم وجود مرضٍ منتشرٍ بشكلٍ واسع.

وجدت عدة دراساتٌ في عام 2009، أنَّ نسبة النجاة لمدة خمس سنواتٍ بلغت حوالي 20% في المرضى المُعالجين جراحيًا، أما في دراسةٍ أُخرى عام 2007 فكانت النسبة 32%.

## العلاج
تُعتبر سرطانة الأقنية الصفراوية مرضًا غيرُ قابلٍ للشفاء وتُسبب الوفاة سريعًا إذا لم تستئصل جراحيًا وبشكلٍ كُلي. لا يُمكن تحديد قابلية السرطانة للاستئصال إلا أثناء العملية الجراحية في مُعظم الحالات، لذلك يخضعُ غالبية الأشخاص إلى جراحةٍ استكشافية مالم يكن هُنالك دليلٌ واضحٌ على أنَّ السرطانة غير قابلةٍ للاستئصال. سجلت مايو كلينك نجاحًا كبيرًا في علاج سرطانة الأقنية الصفراوية المُبكرة عبر زراعة الكبد باستخدام نهجٍ مُنظم مع معايير اختيارٍ صارمة.

### العلاج الكيميائي والإشعاعي المساند
إذا كان الورم قابلًا للإزالة جراحيًا، فإنَّ الأشخاص قد يتلقون علاجًا كيميائيًا وإشعاعيًا مساندًا بعد العملية؛ وذلك بهدف تحسين فُرص الشفاء. لا تُوجد فائدةٌ للعلاجِ المُساند إذا استُئصِل الورم كُليًا (تكون الحواف النسيجية للورم سلبيةً)، كما وُثقت نتائجُ إيجابية وسلبية مع العلاج الإشعاعي المساند في سرطانة الأقنية الصفراوية، ولم تُجرَ أيُ تجارب منضبطة معشاة منذ مارس 2007. يُعتبر العلاج الكيميائي المُساند غير فعالٍ في الأشخاص الذين قطع الورم لديهم كليًا، كما أنَّ دور العلاج الكيميائي الإشعاعي في هذه الحالات لا يزال غير واضحٍ. إذا كانت الحواف النسيجية للورم إيجابيةً، فهذا يُشير إلى أنَّ الورم لم يُستئصل كليًا في الجراحة، وبالتالي يُوصى عمومًا واستنادًا إلى البيانات المتاحة، باستعمال العلاج الإشعاعي المساند وُربما أيضًا استعمال العلاج الكيميائي المُساند.

### علاج الحالات المتقدمة

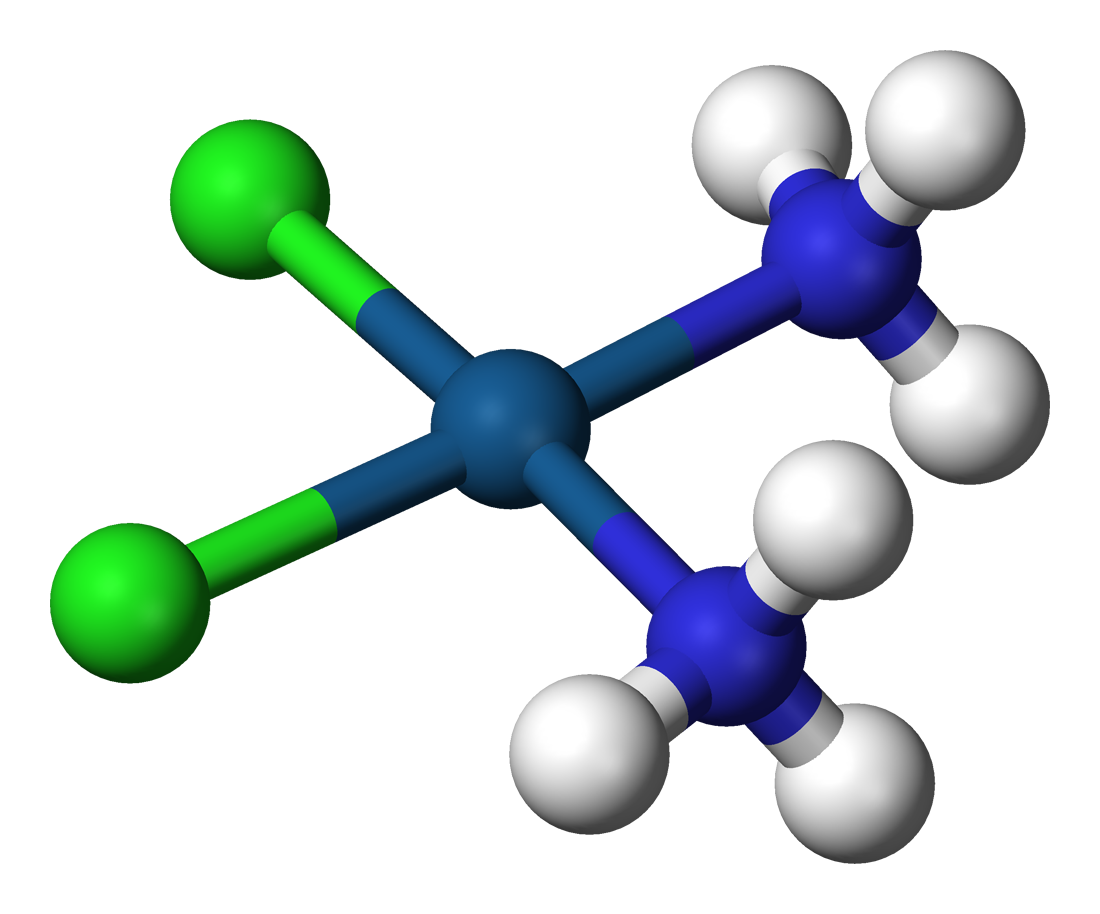
تمثيل ثلاثي الأبعاد للسيسبلاتين

تكونُ معظم حالات سرطانة الأقنية الصفراوية غير قابلةٍ للقطع الجراحي، وتعالج هذه الحالات عمومًا بالعلاج التلطيفي الكيميائي مع أو دون العلاج الإشعاعي. أظهرت تجربة منضبطة معشاة بأنَّ العلاج الكيميائي يلعبُ دورًا في تحسين جودة حياة المريض، بالإضافة إلى إطالة فترة البقاء على قيد الحياة في الأشخاص المُصابين بسرطانة الأقنية الصفراوية غير القابلة للجراحة. لا يوجد نظامٌ علاجيٌ كيميائي مُوحدٌ عالميًا، وغالبًا ما يوصى بالالتحاق بالتجارب السريرية إذا كان ذلك ممكنًا. يُوجد عددٌ من المواد المستعملة في العلاج الكيميائي لسرطانة الأقنية الصفراوية، وتشمل 5-فلورويوراسيل مع لوكوفورين، أو جيمسيتابين لوحده، أو جيمسيتابين مع سيسبلاتين أو إرينوتيكان أو كابسيتابين.

### زراعة الكبد
بقيت زراعة الكبد خلافيةً لفترةٍ طويلةٍ من الزمن، وذلك لأنَّ الدراسات الأولية أظهرت إعادة حدوث سرطانة الأقنية الصفراوية بنسبة 100% بعد زراعة الكبد، ولكن أظهرت تقاريرٌ مُتعددة من فرقٍ جراحية بأنَّ معدل النجاة لخمس سنواتٍ بعد زراعة الكبد يبلغُ ما بين 30-40% في سرطانة الأقنية الصفراوية المحيطة بالنقير، ولكن اعتبر البعض بأنَّ هذا المُعدل قليلٌ جدًا مقارنةً بنقص عينات الكبد المُستعملة في الزراعة، وبالتالي لا يُمكن استعماله كحلٍ علاجي. ولكن رُبما تلعب زراعة الكبد بعد العلاج المساند دورًا في علاج بعض الحالات غير القابلة للجراحة القطعية.

### علاجات تجريبية
اقترحت دراسةٌ تجريبية صغيرة وجود فائدةٍ مُحتملة لإرلوتينيب (مثبط لكيناز التيروزين) في الأشخاص المُصابين بمرحلةٍ مُتقدمةٍ من سرطانة الأقنية الصفراوية. كما وُجد أنَّ العلاج الإشعاعي يُطيل من فترة البقاء على قيد الحياة في الأشخاص المُصابين بسرطانة الأقنية الصفراوية خارج الكبد غير القابلة للقطع الجراحي، ولكن أظهر العلاج الكيميائي الإشعاعي المُتزامن نتائج تشخيصية أفضل من العلاج الإشعاعي لوحده في حالات سرطانة الأقنية الصفراوية خارج الكبد. لم تُظهر زيادة الجرعة في العلاج الإشعاعي أي نتائج أفضل من الجرعات القياسية المُستعملة في العلاج الإشعاعي لسرطانة الأقنية الصفراوية خارج الكبد، وذلك على عكس سرطانة الأقنية الصفراوية داخل الكبد، ورُبما يرجع ذلك إلى قربُ القناة خارج الكبد من الأمعاء، مما يقلل من منطقة الورم التي تُغطيها الجرعة القصوى من الإشعاع.

## المآل
يُعتبر القطعُ الجراحي الفرصة الوحيدة المُحتملة للشفاء من سرطانة الأقنية الصفراوية. أما الحالات التي لا يُمكن استعمال القطع الجراحي فيها، فيكون معدل النجاة لخمس سنواتٍ أقل من 5% بشكلٍ عام، و0% إذا بلغ انتشار السرطانة إلى العُقد اللمفاوية البعيدة. بالإجمال، يكون مُتوسط مدة البقاء على قيد الحياة أقل من 6 أشهرٍ في حالة انتشار السرطانة.
تختلف احتماليةُ الشفاء في الحالات القابلة للجراحة اعتمادًا على موقع الورم وفيما إذا كان الورم قد أُزيل كليًا أو جزئيًا. عادةً ما تُعالج سرطانات الأقنية الصفراوية القاصيةُ (تنشأ من القناة الصفراوية المشتركة) جراحيًا بإجراء ويبيل، حيث تتراوح مُعدلات البقاء لأطول مدة ما بين 15-25%، ولكن أشارت دراسةٌ إلى أنَّ معدل النجاة لخمس سنواتٍ يكون 54% في الأشخاص الذين لا يُوجد لديهم انتشارٍ إلى العقد اللمفاوية. أما سرطانات الأقنية الصفراوية داخل الكبد، فعادةً ما تُعالج باستئصال الكبد جزئيًا، وأشارت دراساتٌ مُتعددة أنَّ معدلات البقاء بعد الجراحة تتراوح ما بين 22-66%، كما أنَّ النتائج قد تعتمد على اكتمال العملية الجراحية ومدى انتشار السرطانة إلى العقد اللمفاوية. تُعتبر سرطانات الأقنية الصفراوية المحيطة بالنقير (بالقرب من مخرج الأقنية الصفراوية من الكبد) أقل الأنواع قابليةً للجراحة، وإذا كانت الجراحةُ مُمكنةً، فإنها عمومًا تُعالج بأسلوبٍ شديدٍ يتضمن عادةً استئصال المرارة ورُبما استئصالُ جزءٍ من الكبد، وفي هذه الحالات القابلة للجراحة، يتراوج معدل النجاة لخمس سنواتٍ ما بين 20-50%.
قد يكونُ مآل السرطانة سيئًا في المرضى المُصابين أيضًا بالتهاب الأقنية الصفراوية المصلب الابتدائي، وذلك لأنَّ اكتشاف السرطانة عادةً يكون بعد بلوغها مرحلةً مُتقدمة. اقترحت بعض الدراسات أنَّ النتائج الجراحية قد تُصبح أفضل باستعمال أساليبٍ جراحيةٍ شديدة ومعالجةٍ مُساندة. قد تكون هُناك عواملٌ تُدلل على سوء مآل السرطانة القابلة للجراحة، وتتضمن انخفاض مستويات الألبيومين قبل الجراحة، ووجود بقايًا سرطانية (أي أنَّ السرطانة أُزيلت جزئيًا)، بالإضافة إلى مرحلة TNM (مرحلة T، والتي تُعبر عن حجم السرطانة الأساسية). اقتُرح وجود علاقةٍ بين ظهور المستضد CD44 وEpCAM على النسيج الليفي ولُحمَة السرطانة، مع سلامة الآفات المُحيطة بالكبد وخطر تكرار حدوث السرطانة.

## الانتشار

معدلُ وقوع سرطانة الأقنية الصفراوية ومتأخر الخصية الزبادي في تايلاند (1990-2001)

تُعتبر سرطانة الأقنية الصفراوية نادرةً نسبيًا، حيثُ تُشخص حوالي 2000 إلى 3000 حالة جديدة سنويًا في الولايات المتحدة، وهذا يُفسر وبائيًا بأنَّ نسبة وقوع سرطانة الأقنية الصفراوية هي 1-2 حالة لكل 100,000 شخص سنويًا. أظهرت سلسلةٌ تشريحية بأنَّ انتشار سرطانة الأقنية الصفراوية ما بين 0.01% إلى 0.46%. هناك ارتفاعٌ في معدلاتُ انتشار سرطانة الأقنية الصفراوية في آسيا، ويعود ذلك إلى توطن العداوى الطفيلية المُزمنة هناك. تزداد نسبةُ الإصابة بسرطانة الأقنية الصفراوية مع تقدم العمر، كما يشيعُ حدوث السرطانة في الرجال أكثر من النساء؛ ورُبما ذلك بسبب ارتفاع معدل التهاب الأقنية الصفراوية المصلب الابتدائي في الرجال. حسب دراساتٍ تشريحية، فإنَّ انتشار سرطانة الأقنية الصفراوية في الأشخاص المُصابين بالتهاب الأقنية الصفراوية المصلب الابتدائي قد يصل إلى 30%.
وثقت عدةُ دراساتٍ وجود زيادةٍ ثابتة في معدل حدوث سرطانة الأقنية الصفراوية داخل الكبد على مدى العقود القليلة الماضية، وكانت الزيادة في أمريكا الشمالية وأوروبا وآسيا وأستراليا. ما زالت أسباب زيادة حدوث سرطانة الأقنية الصفراوية غيرُ واضحةٍ، ولكن قد يكون تحُسن طرق التشخيص مسؤولًا بشكلٍ جزئي عن زيادة تشخيص السرطانة، وأيضًا هُناك زيادةٌ في حدوث عوامل الخطر المُحتملة لحدوث السرطانة مثل العدوى بفيروس العوز المناعي البشري.
| الدولة           | داخل الكبد (رجال/نساء) | خارج الكبد (رجال/نساء) |
| ---------------- | ---------------------- | ---------------------- |
| الولايات المتحدة | 0.60 / 0.43            | 0.70 / 0.87            |
| اليابان          | 0.23 / 0.10            | 5.87 / 5.20            |
| أستراليا         | 0.70 / 0.53            | 0.90 / 1.23            |
| إنجلترا/ ويلز    | 0.83 / 0.63            | 0.43 / 0.60            |
| إسكتلندا         | 1.17 / 1.00            | 0.60 / 0.73            |
| فرنسا            | 0.27 / 0.20            | 1.20 / 1.37            |
| إيطاليا          | 0.13 / 0.13            | 2.10 / 2.60            |

## روابط خارجية
- الدليل المفصل حول سرطانة الأقنية الصفراوية لجمعية السرطان الأمريكية.
- معلومات المريض حول أورام الأقنية الصفراوية خارج الكبد من المعهد الوطني للسرطان.
- Cancer.Net: سرطانة الأقنية الصفراوية نسخة محفوظة 25 أغسطس 2012 على موقع واي باك مشين.
- يوم سرطانة الأقنية الصفراوية العالمي 2018